# Maribojoc
Maribojoc est une municipalité de la province de Bohol, aux Philippines.